# Jose Quiles Brotons
Jose Quiles Brotons   (Elda, 19 d'octubre de 1997) és un boxejador valencià.
El 2019, va competir en la prova masculina de 56 kg als Jocs Europeus celebrats a Minsk, Bielorússia. Va competir en l'esdeveniment de pes ploma masculí als Jocs Olímpics d'estiu de 2020 celebrats a Tòquio, Japó.
Va guanyar la medalla de plata en la prova de pes ploma masculí als Jocs Europeus de 2023 celebrats a Polònia. També participa als Jocs Olímpics de París 2024.